# عبدول فراشيري
كان عبدول دومه بك فراشيري (1 يونيو عام 1839 - 23 أكتوبر 1892) موظفًا عثمانيًا ألبانيًا وسياسيًا عاصر الحقبة الدستورية الأولى في الدولة العثمانية، وهو أحد أول المنظرين الأيديولوجيين الألبان خلال الصحوة الوطنية الألبانية. سعى فراشيري جاهدًا طيلة حياته إلى غرس الروح الوطنية والحس القومي في نفوس الألبان، وذلك في حين روج لبرنامج إصلاحات قائم على تعليم اللغة الألبانية وآدابها.
كان فراشيري من مؤسسي عصبة بريزرن وأحد أبرز قادتها. ميز نفسه عن غيره من الشخصيات على الساحة السياسية حين تولى عددًا من التعيينات السياسية المبكرة بدءًا من ستينيات القرن التاسع عشر. وأسس اللجنة المركزية للدفاع عن الحقوق الألبانية في إسطنبول. وعلاوةً على ذلك، شغل منصب ممثل مختار في البرلمان العثماني عن ولاية يانيا خلال الحقبة الدستورية الأولى في الفترة الممتدة من عام 1876 حتى عام 1877. أُعلن بطلًا من أبطال ألبانيا خلال العهد الشيوعي.

## نشأته
ولد عبدول فراشيري في قرية فراشير الواقعة بولاية يانيا العثمانية في عام 1839. كانت عائلته من العائلات الألبانية المسلمة المرموقة المنتسبة إلى الطريقة الصوفية البكتاشية. كان عبدول إلى جانب أخويه نعيم وسامي وخمسة أشقاء آخرين من ذرية خالد بك (1797-1859). تحكي تقاليدهم الأسرية من طرف عائلة أبيهم بأن عائلتهم كانت تنحدر إلى ملاك أراضي التيمار في منطقة بيرات وأنهم انتقلوا بعدها للعيش في قرية فراشير. كان أصل والدتهم أمينة هانم (1814-1861) يرجع إلى إمراهور إلياس بك وهو أحد القادة العثمانيين الألبان المعروفين من منطقة كورتشه خلال القرن الخامس عشر.
قضى عبدول فراشيري شبابه في مسقط رأسه بفراشير وفي النهاية انتقل إلى يانينا التي عاش فيها لمدةٍ ناهزت العشرين عامًا، وذلك بحكم كونه الأكبر سنًا بين أشقائه الذكور. كان والده خالد بك فراشيري من البكوات الألبان التوسكيين وقائدًا لأحد الجيوش غير النظامية التي تألفت من وحدات ميليشيا ألبانية. كانت مهمته العسكرية تتمثل في إحلال النظام في الأقاليم غير المستقرة الواقعة ضمن مقاطعة روميليا ولا سيما تلك الأقاليم التي يقطنها الألبان دون غيرهم. أدى خالد بك مهامه العسكرية في مناطق عدة على غرار توسكيريا وغيغريا والبوسنة والهرسك وكوسوفو والجبل الأسود وثيساليا ومقدونيا. كانت آخر منطقتين من هذه المناطق عرضةً للانتفاضات التي شنها الثوار اليونانيين. كان عبدول خلال هذه الحملات عضوًا في الوحدة العسكرية التي قادها والده وخدم كقائد للقوات الألبانية فيها.
توفي والده في عام 1859 وبذلك غدا عبدول رب الأسرة نظرًا لكون أشقائه الخمسة وشقيقتيه الاثنتين أصغر منه سنًا. أصبح فراشيري رأس الأسرة على إثر وفاة والدته بعد سنتين من ذلك، وقرر الانتقال بالعائلة إلى مدينة يوانينا. عُين موظفًا وحاكمًا على دار يوانينا مع شقيقيه الأصغر منه. كرس عبدول نفسه للدراسة وعمل مع الباحثين في يوانينا وتحديدًا مع الفقيه الديني الألباني الشهير حسن تحسيني الذي تعلم منه العربية والفارسية والفرنسية واليونانية. كذلك انصب على دراسة الفلسفة والعلوم والرياضيات. بادر بعدما فرغ من دراساته إلى عقد خطوبته والزواج من بلقيس ابنة المفتي إبراهيم فراشيري. أنجبت زوجته بلقيس ستة أطفال. ولد أولهم في عام 1874، وسمي على اسم جده خالد غير أنه توفي حين كان ما يزال رضيعًا. أما الطفل الثاني الذي ولد عام 1876 فسمي أيضًا على اسم جده وكذلك فارق الحياة في صغره. وحصل نفس الأمر لابنيه الآخرين اللذين سماهما فريدون. لم يعش من جميع أطفالهم الستة (خمسة أبناء وابنة واحدة) الذين أنجبهم بلقيس وعبدول سوى ابنهما الثالث مدحت وابنتهما التي سميت أمينة على اسم والدة عبدول.